# Iain MacMillan
Iain Stewart MacMillan (* 20. Oktober 1938 in Carnoustie, Schottland; † 8. Mai 2006 in Carnoustie, Angus, Schottland) war ein britischer Fotograf.

## Leben
Iain MacMillan wurde durch Aufnahmen aus der Rock- und Popszene bekannt. Er wurde vor allem als Fotograf des Coverfotos zum Beatles-Album Abbey Road vom 8. August 1969 weltweit berühmt. Zu sehen sind darauf die vier Beatles, wie sie in der Nähe ihres Plattenstudios in der Londoner Abbey Road im Gänsemarsch, Paul McCartney barfuß, einen Zebrastreifen überqueren.
Im Jahr 1971 schoss Iain MacMillan auch die berühmten Front- und Profilfotos von John Lennon.
Iain MacMillan starb am 8. Mai 2006 im Alter von 67 Jahren an Krebs.